# دیترویت لاینز

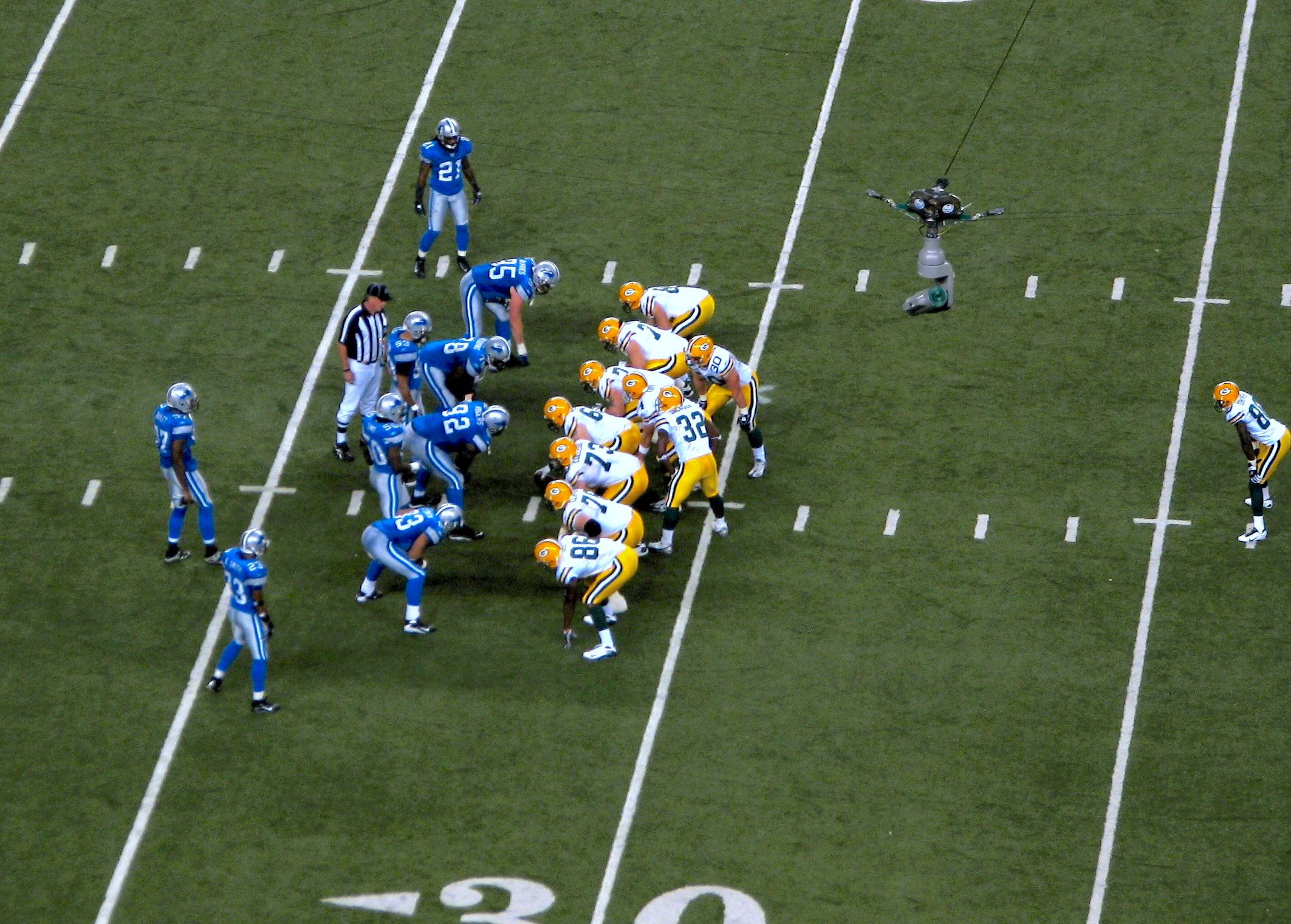

تیم فوتبال آمریکایی دترویت لاینز (به انگلیسی: Detroit Lions) از دترویت در ایالت میشیگان می‌باشد.
این تیم عضو لیگ ملی فوتبال آمریکا است.
ورزشگاه خانه این تیم ورزشگاه فورد (به انگلیسی: Ford Field) نام دارد.

## وب‌گاه رسمی
- وبگاه رسمی تیم